# My Way (canção de Limp Bizkit)
"My Way" é uma canção escrita e gravada pela banda Limp Bizkit.
É o quarto single do terceiro álbum de estúdio lançado em 2000, Chocolate Starfish and the Hot Dog Flavored Water. A versão do álbum foi utilizada como tema no PPV da WWE WrestleMania X-Seven durante a luta de The Rock contra Steve Austin.

## Paradas
| Ano  | Parada                     | Posição |
| ---- | -------------------------- | ------- |
| 2001 | Hot Mainstream Rock Tracks | 4       |
| 2001 | Alternative Songs          | 3       |
| 2001 | Billboard Hot 100          | 75      |
| 2001 | Mainstream Top 40          | 40      |